# SOS Villaggi dei bambini
SOS Villaggi dei Bambini è un'organizzazione internazionale privata, apolitica e aconfessionale fondata da Hermann Gmeiner a Imst, in Austria alla fine della seconda guerra mondiale.
Il nome SOS è l'acronimo di Societas Socialis, la prima associazione fondata da Hermann Gmeiner a sostegno dei bambini orfani in Austria.

## Descrizione
SOS Villaggi dei bambini viene fondata in Austria nel 1949 su iniziativa di Hermann Gmeiner con l'obiettivo di dare una casa e un ambiente famigliare ai tanti orfani di guerra. Per farlo Gmeiner creò il concetto di Villaggio SOS. 

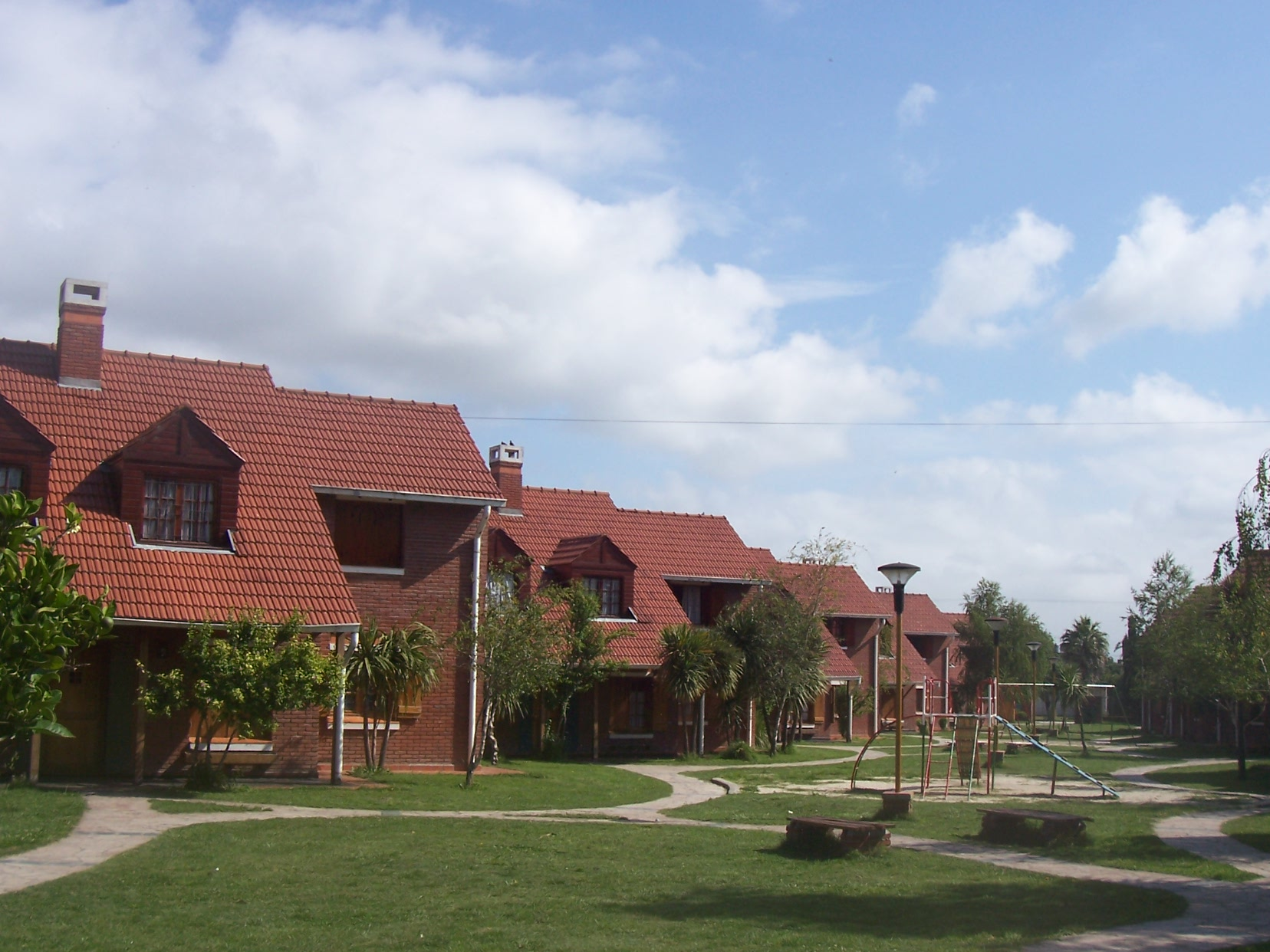
Villaggio dei bambini SOS a Mar del Plata, in Argentina

I Villaggi SOS si differenziano dalle altre strutture di accoglienza per minori, quali case famiglia, orfanotrofi e comunità, in quanto il bambino vive in una casa con altri coetanei e quando possibile con i fratelli le sorelle biologiche. 
I villaggi comprendono solitamente case che ospitano dagli 8 ai 15 gruppi di circa 10 bambini. Ogni cosiddetto "nucleo familiare SOS" ha la propria abitazione ma condivide i servizi sociali e medici con il resto del Villaggio SOS. Oltre ai villaggi SOS sono previste altre modalità di aiuto alle famiglie e alle comunità locali.

## Struttura dell'associazione
SOS Villaggi dei bambini è strutturata in tante associazioni nazionali attive nei 136 stati, i villaggi SOS presenti nel mondo sono 572, presso i Villaggi SOS sono accolti 86.000 bambini e ragazzi.
Ogni associazione nazionale SOS ha il dovere di adottare i principi dello statuto internazionale.
Le diverse associazioni nazionali sono registrate come fondazioni, società o associazioni no-profit, e fanno capo a SOS Kinderdorf, con sede a Innsbruck in Austria, l'organizzazione ombrello a cui aderiscono tutte le Associazioni nazionali
L'assemblea generale è il massimo organo deliberativo ed è convocata ogni 5 anni per eleggere il presidente e il suo vice che restano in carica proprio 5 anni, così come i membri degli altri organi esecutivi.

### I Villaggi SOS in Italia

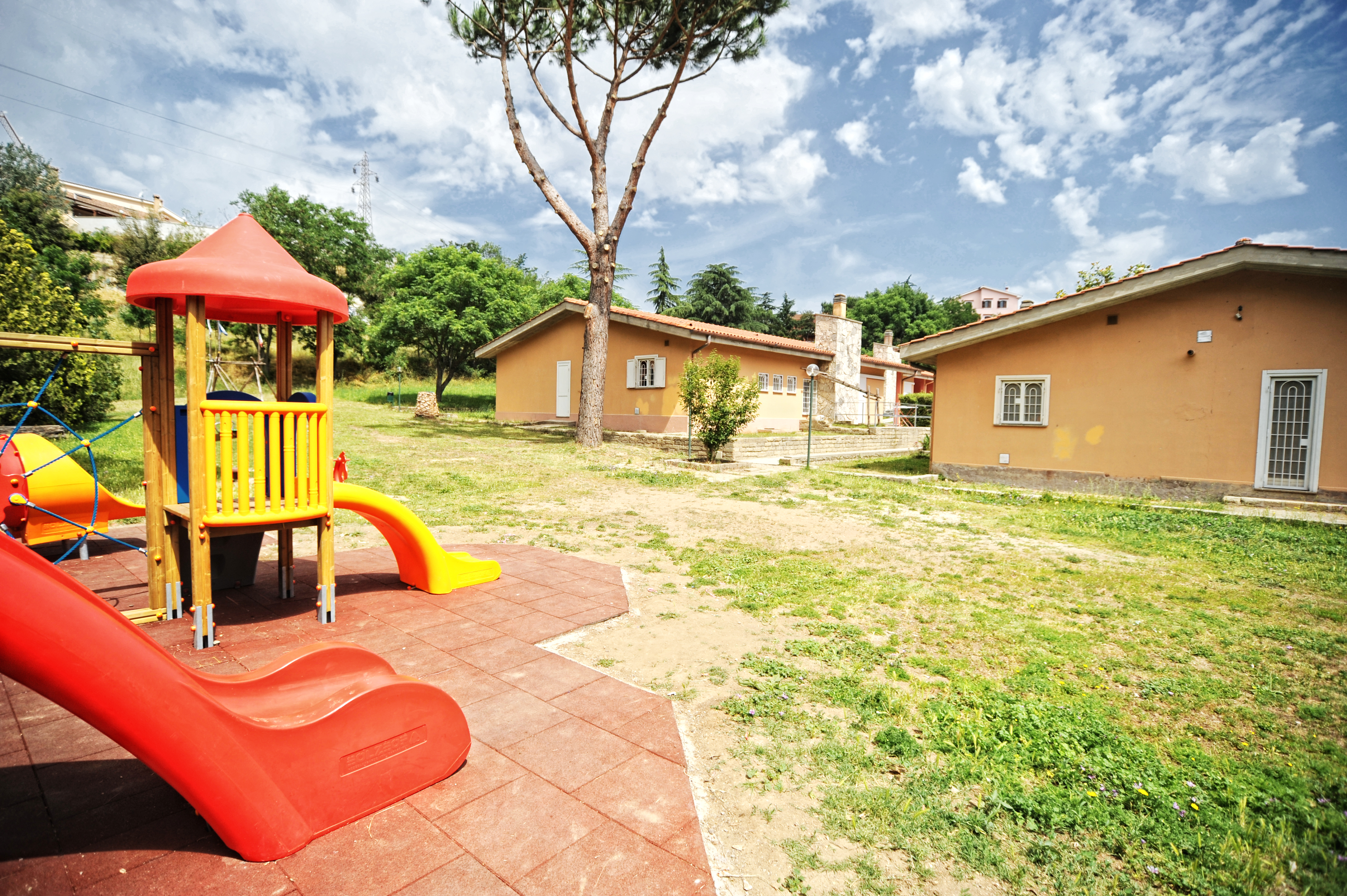
Il parco giochi che circonda il Villaggio SOS di Roma

SOS Villaggi dei Bambini è presente in Italia dal 1963, anno in cui a Trento nascono l'Associazione Nazionale e il primo Villaggio SOS italiano.
L'Associazione in Italia è membro dell’Osservatorio nazionale per l’infanzia e l’adolescenza e dell’Alleanza Italiana per lo Sviluppo Sostenibile (ASviS)

## Sostenitori celebri[4]
Fra i sostenitori internazionali dell'associazione Villaggi dei bambini SOS ci sono Nelson Mandela, FIFA, il Dalai Lama, il calciatore Andrij Ševčenko, la scrittrice e attrice Anny Dupérey, Sarah Ferguson, la principessa Salimah Aga Khan, Mike Holmes, Angelina Jolie e Johnny Cash il cui fondo alla memoria viene donato alla causa SOS.
Nell'elenco di sostenitori italiani dei Villaggi dei bambini SOS è possibile trovare i nomi di Alena Šeredová, Fiona May, Andrea Lucchetta, Annamaria Marasi, Filippo Magnini, Giacomo Galanda, Stefano Baldini, Giorgio Rubino, Franco Ballerini, Vera Carrara, Alessandro Troncon, Manfred Mölgg, Arianna Follis, Gabriella Paruzzi, Gustav Thöni, Pierluigi Collina, Gianluigi Buffon, Matteo Tagliariol, Francesca Boscarelli, Stéphane Lambiel, La Pina.

## Controversia
Nel gennaio 2018 l'associazione Etiope è stata accusata di forzare la conversione all'islam dei bambini di religione ortodossa ospitati nei villaggi SOS locali. L'associazione ha negato le accuse ma ha ammesso che, contrariamente ai principi dell'organizzazione, sul terreno del villaggio era stata costruita una moschea.